# Katharine Merryová
Katharine Merryová (* 21. září 1974) je britská atletka, sprinterka. Získala bronzovou medaili v běhu na 400 metrů na olympijských hrách v Sydney v roce 2000 a byla nejrychlejší ženou na světě na 400 m v roce 2001, s časem 49,59 sekund. Zastupovala také Velkou Británii na olympijských hrách v Atlantě v roce 1996 a na mistrovstvích Evropy juniorů 1993 získala 200 metrů .